# Бакланов, Владимир Михайлович
Владимир Михайлович Бакланов (7 августа 1934, Ейск, Краснодарский край) — ростовский художник-график.

## Жизнь и творчество
Родился 7 августа 1934 года в городе Ейске Краснодарского края. Владимир Бакланов в 1954 году окончил художественную школу лаковой миниатюры. В 1961 году поступил в Московский полиграфический институт, который окончил в 1967 году. Его педагогом и наставником был народный художник СССР Андрей Дмитриевич Гончаров. С 1966 года Владимир Михайлович Бакланов является участником республиканских, всесоюзных и международных выставок. Наиболее значительные работы художника были связаны с иллюстрированием книг донских писателей. В Ростовском книжном издательстве Владимир Михайлович оформил более 250 книг. Художник-иллюстратор Владимир Бакланов проиллюстрировал произведения донского писателя Михаила Александровича Шолохова. В 1981 году книга «Поднятая целина» была выполнена художником акварелью и тушью, в 1983 году Бакланов проиллюстрировал книгу «Они сражались за Родину» в строгой чёрно-белой манере, подчеркнул суровую простоту героев романа. В 1984 году Днепропетровское издательство «Промiнь» опубликовало сборник «Они сражались за Родину» и «Судьба человека» с иллюстрациями ростовского художника Владимира Михайловича Бакланова. Он оформил повесть «Путь-дороженька» (1984), среди которых есть его работа «Отец с офицером». Коллекция этих рисунков художника Бакланова хранится в Государственном музее-заповеднике М. А. Шолохова.
Будучи уже состоявшимся художником портретистом и проработав тридцать лет иллюстратором книг, в 1988 году Владимир Бакланов глубоко обратился к православной вере. По благословению митрополита Ростовского и Новочеркасского Владимира (Сободана) он занялся иконописью. Со временем под его руководством образовалась иконописная артель, а позднее - епархиальная иконописная мастерская.
Первые иконы были написаны для женского Иверского монастыря г. Ростова-на-Дону сразу после его открытия в 1993 году. В это же время пишутся иконостасы в мужской монастырь станицы Старочеркаской под руководством архимандрита Модеста (Потапова), также в Ростовские храмы: храм Преполовения Пятидесятницы, храм прп. Серафима Саровского, в Кафедральный собор Рождества Пресвятой Богородицы, в храм великомученика и Целителя Пантелеймона, для прихода Святого Георгия Победоносца и многих других.
Владимир Михайлович Бакланов жил и работал в городе Ростове-на-Дону.
Умер 5 августа 2021 года, похоронен на Ростовском кладбище.